# Philodendron squamiferum
Mossranka (Philodendron squamiferum) är en kallaväxtart som beskrevs av Eduard Friedrich Poeppig. Philodendron squamiferum ingår i släktet Philodendron och familjen kallaväxter. Inga underarter finns listade.

## Bildgalleri

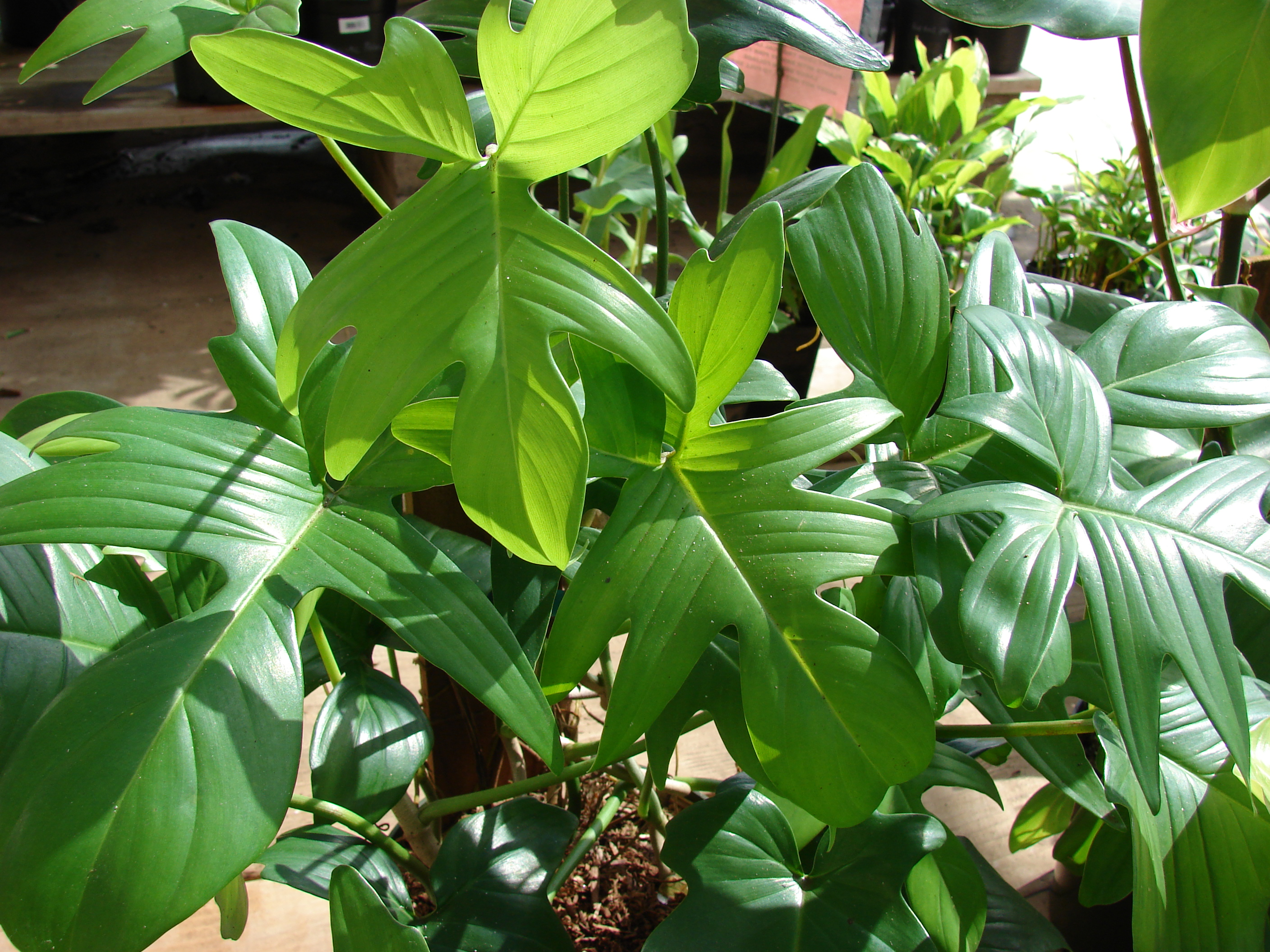